# Mei 2025
Dit artikel geeft een chronologisch overzicht van de belangrijkste gebeurtenissen per dag in de maand mei van het jaar 2025.

## Gebeurtenissen

### 1 mei
- Mike Waltz wordt voorgedragen als de nieuwe VN-ambassadeur van de Verenigde Staten, meteen nadat hij door president Donald Trump is ontslagen als Nationaal Veiligheidsadviseur. Aanleiding voor dit laatste is Waltz' onverantwoordelijke rol in het lek in een groepsgesprek van de Amerikaanse overheid op Signal.[1][2]

### 3 mei
- In enkele plaatsen in Nederland wordt de dodenherdenking naar zaterdag 3 mei verplaatst, vanwege de zondagsrust op 4 mei.[3]

### 4 mei
- In Roemenië behaalt George Simion met 41% de meeste stemmen in de presidentsverkiezingen. Een tweede ronde wordt op 18 mei gehouden.[4]

### 5 mei
- Bij het Bevrijdingsfestival in Wageningen worden enkele demonstranten opgepakt. Ook wordt er net na afloop van een toespraak van premier Dick Schoof (waarbij ook de Poolse premier Donald Tusk aanwezig is) een rookbom op het podium gegooid. De demonstranten vinden dat de Nederlandse regering te weinig aandacht heeft voor het huidige leed van de Palestijnen in de humanitaire crisis in Gaza.[5]

### 6 mei
- In Rotterdam gaat het project 'De namen van 14 mei' van start. Hierbij zijn gedurende een aantal dagen  verspreid over de stad de namen en gezichten te zien van Rotterdammers die omkwamen bij het bombardement van 14 mei 1940, onder meer op het Station Rotterdam Centraal en Rotterdam Ahoy.[6][7]

### 7 mei
- India en Pakistan voeren luchtaanvallen op elkaars doelen uit in Kashmir. Het conflict escaleerde na een Jihadistische aanslag op Indiase toeristen, waarbij op 22 april 26 doden vielen.
- In Vaticaanstad gaat het tweedaagse conclaaf van start. De kardinalen komen bij elkaar om uit hun midden een nieuwe paus te kiezen.[8]

### 8 mei
- De Amerikaan Robert Prevost wordt gekozen tot 267e paus. Hij kiest de naam Leo XIV.[9]

### 11 mei
- De Poolse autoriteiten sluiten het Russische consulaat in Krakau. Uit onderzoek zou volgens premier Donald Tusk zijn gebleken dat de Russische geheime dienst opdracht gaf voor de grote brand in Marywilska 44, een belangrijk winkelcentrum in Warschau, in mei 2024.[10][11]

### 12 mei
- In Genève worden de Verenigde Staten en China het eens over een pauze in hun onderlinge handelsoorlog. De komende 90 dagen zullen er geen nieuwe importtarieven worden opgelegd, en de bestaande heffingen gaan omlaag. (Lees verder)[12]

### 13 mei
- In Enschede vindt een speciale herdenking van de vuurwerkramp in deze stad plaats, die precies 25 jaar eerder plaatsvond.[13][14]

### 14 mei
- AFC Ajax speelt tegen FC Groningen in Groningen gelijk (2-2). Het verliest daarmee in de een-na-laatste wedstrijd de koppositie aan PSV.
- In Rotterdam vindt de herdenking plaats van het bombardement op de binnenstad, dat precies 85 jaar geleden werd uitgevoerd door de Duitse Luftwaffe. Voor de herdenking worden 100.000 gedichten vanuit de lucht verspreid.[15]

### 18 mei
- De inauguratie van paus Leo XIV vindt plaats. Namens Nederland zijn premier Schoof en koningin Maxima aanwezig[16], en namens België koning Filip en koningin Mathilde.
- De Oostenrijkse artiest JJ wint het Eurovisiesongfestival, met het nummer Wasted Love.[17]
- De voetbalclub PSV wordt voor de 26ste keer in haar geschiedenis Nederlands landskampioen.[18]

### 20 mei
- In Winschoten wordt een auto gevonden in de Rensel met daarin de stoffelijke overschotten van twee kinderen van 10 en 8 die al drie dagen vermist werden, en hun vader van 67. De politie vermoedt dat de man zichzelf en zijn twee kinderen om het leven heeft gebracht.[19]
- De Europese Unie besluit dat er een onderzoek moet komen naar de vraag of Israël nog wel voldoet aan de voorwaarden voor samenwerking, vanwege de aanhoudende oorlog in Gaza. Het initiatief voor het onderzoek komt van de Nederlandse minister van Buitenlandse Zaken, Caspar Veldkamp.[20]

### 27 mei
- Een uitbraak van cholera in Soedan leidt tot meer dan 170 doden in een week.[21]
- Het Italiaanse stuwmeer Lago di Zoccolo dreigt leeg te lopen door een gat in een 80 meter diepe tunnel.[22]

### 28 mei
- Het Zwitserse dorp Blatten wordt, samen met de omliggende dalbodem, voor 90% bedolven door een ijs- en steenlawine van 3 miljoen kubieke meter, afkomstig door het gedeeltelijk instorten van de Kleines Nesthorn op de Birchgletsjer.[23]

### 30 mei
- Tientallen mensen komen om bij overstromingen veroorzaakt door enorme regenbuien in de stad Mokwa in Nigeria.[24]

## Overleden
← · januari · februari · maart · april · mei · juni · juli · augustus · september · oktober · november · december ·  →